# Maximilian Mittelstädt
Maximilian Mittelstädt (ur. 18 marca 1997 w Berlinie) – niemiecki piłkarz, grający na pozycji obrońcy w niemieckim klubie VfB Stuttgart oraz w reprezentacji Niemiec. Uczestnik Mistrzostw Europy 2024.

## Życiorys
W czasach juniorskich trenował w klubach: SC Staaken 1919, Hertha 03 Zehlendorf oraz Hertha BSC. W 2015 roku dołączył do seniorskiego zespołu Herthy BSC. W Bundeslidze zadebiutował 2 marca 2016 w wygranym 2:0 meczu z Eintrachtem Frankfurt. Do gry wszedł w 90. minucie, zmieniając Salomona Kalou.